# Uranoscopus polli
Uranoscopus polli är en fiskart som beskrevs av Cadenat, 1951. Uranoscopus polli ingår i släktet Uranoscopus och familjen Uranoscopidae. IUCN kategoriserar arten globalt som livskraftig. Inga underarter finns listade i Catalogue of Life.